# Лауринайтис, Миндаугас
Миндаугас Лауринайтис — литовский самбист, дзюдоист и боец смешанных единоборств, бронзовый призёр чемпионата Литвы по дзюдо 2003 года, серебряный призёр чемпионата Европы по самбо 2001 года, бронзовый призёр чемпионата мира по самбо 2001 года. По самбо выступал во второй полусредней весовой категории (до 74 кг). Проживает в Клайпеде. В смешанных единоборствах провёл три боя, которые проиграл (один решением судей, один удушающим приёмом и один техническим нокаутом).